# Фатуллаева, Вафа Нусрат кызы
Вафа Нусрат кызы Фатуллаева (азерб. Vəfa Nüsrət qızı Fətullayeva) — азербайджанская советская актриса театра. Заслуженный артист Азербайджанской ССР (1982), лауреат Государственной премии Азербайджанской ССР (1984).

## Биография
Вафа Нусрат кызы Фатуллаева родилась 25 августа 1945 года в Баку в семье художника Нусрата Фатуллаева и актрисы Окумы Курбановой. В 1971 году окончила Азербайджанский государственный институт искусств имени М. А. Алиева. С 1970 года играла на сцене Азербайджанского государственного драматического театра имени М. Азизбекова.
Среди известный ролей Фаттулаевой есть Гюльгяз («Песня остаётся в горах» Ильяса Эфендиева), Ширин («Легенда о любви» Назыма Хикмета), Танзиля («Если ты не сгоришь» Наби Хазри), Шарафниса («Мусье Жордан и дервиш Масталишах» Мирза Фатали Ахундова), Беатриче («Много шума из ничего» Уильяма Шекспира), Бановша («Деревенщина» Мирзы Ибрагимова), Рена («Иблис» Гусейна Джавида).
В 1982 году Вафа Фатуллаева была удостоена звания Заслуженного артиста Азербайджанской ССР, а в 1984 году стала лауреатом Государственной премии Азербайджанской ССР.
Помимо театра Фатуллаева играла также в телевизионных спектаклях.
Вафа Фатуллаева была неизлечимо больна и скончалась 21 мая 1987 года. Через 2 месяца умер её отец Нусрат Фатуллаев. После смерти дочери заболела и мать Окума Курбанова и спустя год скончалась.